# Sogndal

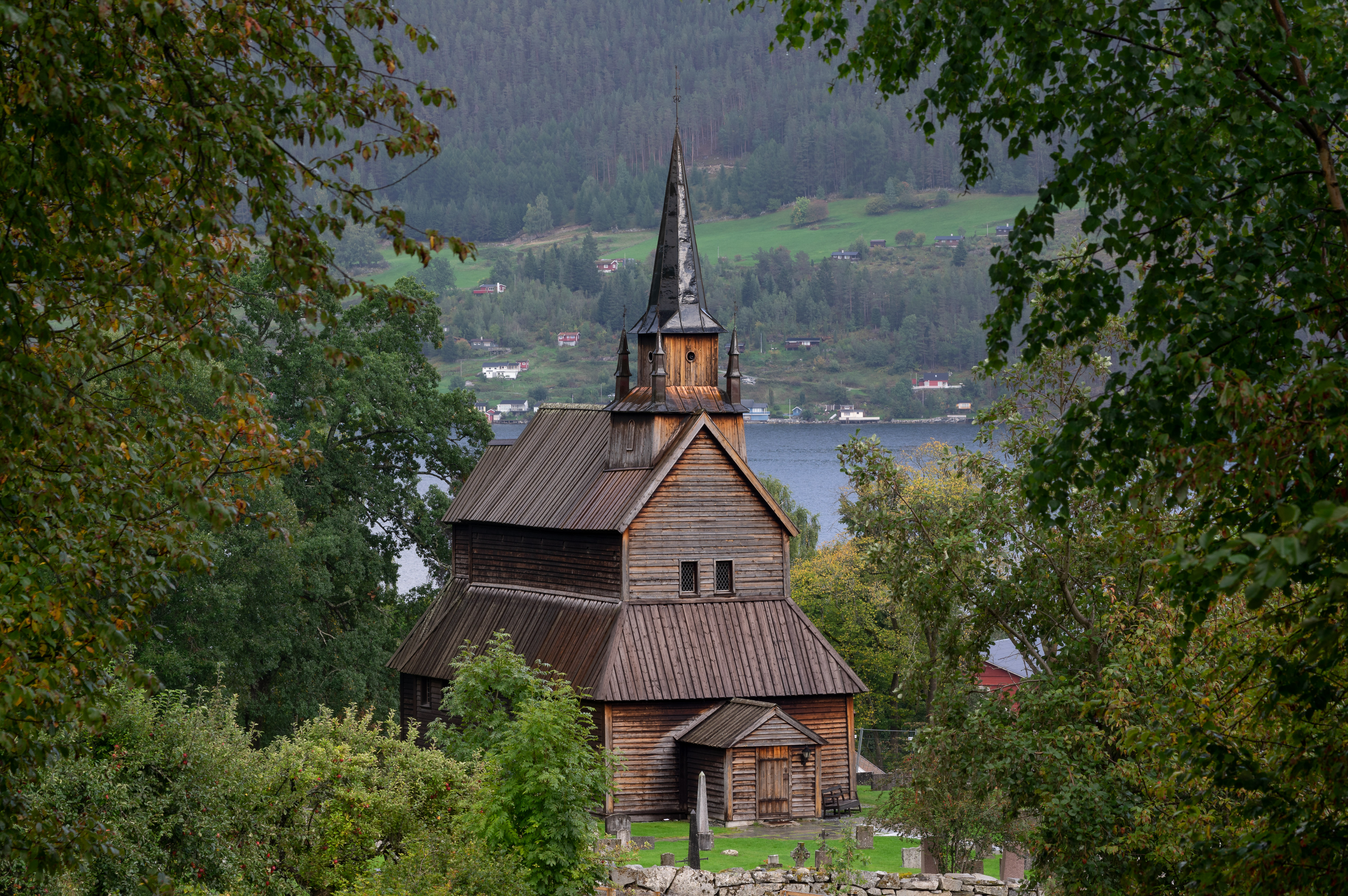
L'église de Kaupanger à Sogndal. Septembre 2018.

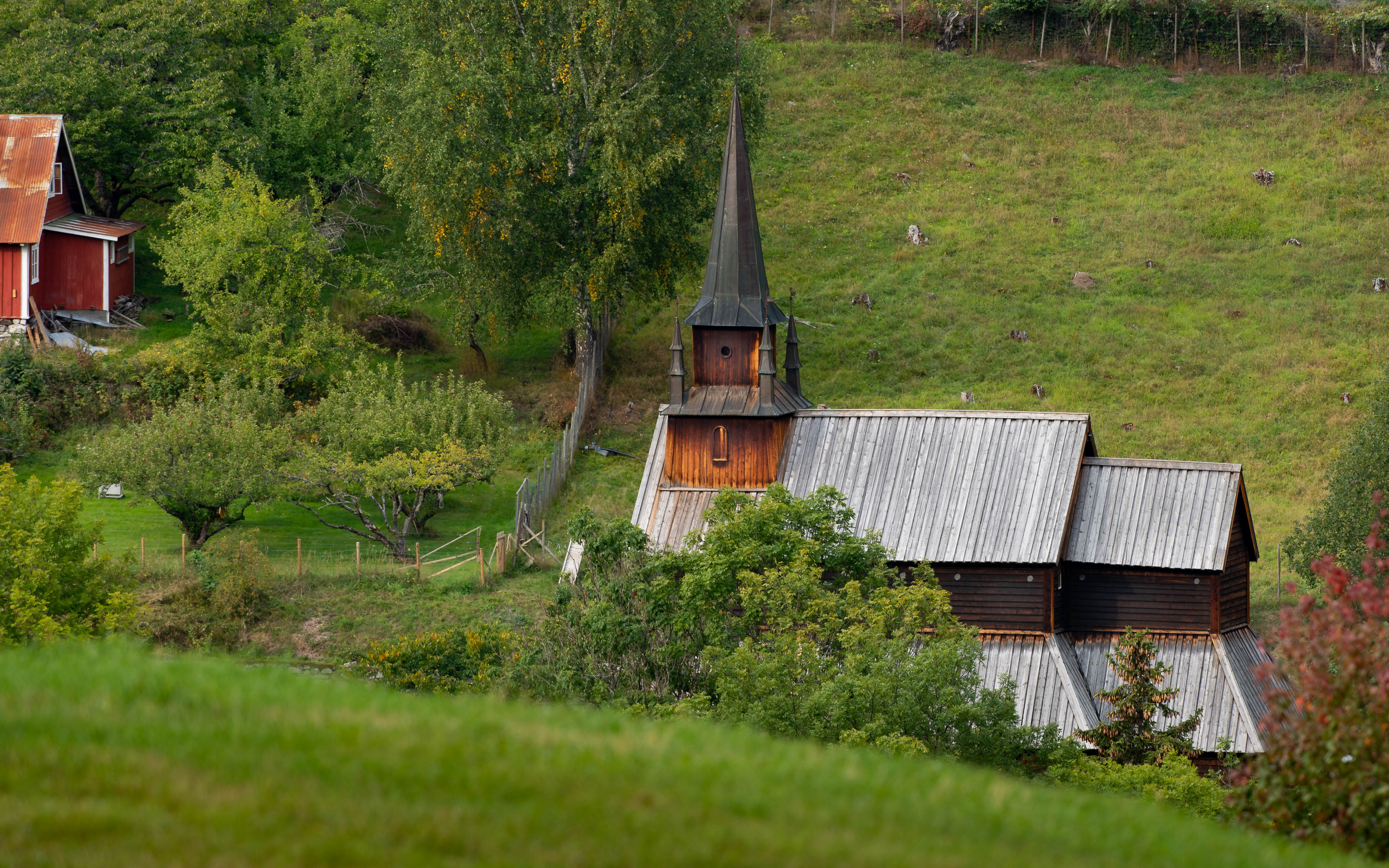
L'église de Kaupanger à Sogndal. Septembre 2020.

Sogndal est une kommune de Norvège. Elle est située dans le comté de Vestland.
Le village de Sogndalsfjøra (3 208 habitants en 2009) est le centre administratif de la kommune de Sogndal qui comprend également les villages de Kaupanger, Kjørnes et Fjærland.
Sogndal Airport, Haukåsen est situé à dix kilomètres au sud-ouest de Kaupanger.

## Sports

### Sogndal football
Sogndal Fotball, évolue au plus haut niveau du football norvégien en Championnat de Norvège de football (Tippeligaen). Son stade est le Fosshaugane stadium. Tore André Flo et Eirik Bakke ont porté les couleurs du Sogndal Fotball.

## Musique
- Sogndal est un important foyer de black metal, avec des groupes comme Windir, Vreid, Mistur, Cor Scorpii ou Ulcus.
- Eva Weel Skram (née le 17 décembre 1985 à Sogndal) est une chanteuse et auteur-compositeur.

## Personnalités
- Terje Bakken (1978-2004), fondateur du groupe « Windir », est né à Sogndal.
- Johan Hove (2000-), footballeur norvégien, est né à Sogndal.